# Marat Ganéiev
Marat Saídovitx Ganéiev (Марат Саидович Ганеев) (Nàberejnie Txelní, Tatarstan, 6 de desembre de 1964) va ser un ciclista rus que fou professional entre 1990 i 1998. Va destacar en el ciclisme en pista ciclisme en pista, on va guanyar una medalla de bronze Jocs Olímpics de 1988, representant la Unió Soviètica, en la prova de puntuació. També es proclamà Campió del món amateur de la mateixa prova l'any 1987.

## Palmarès en pista
- 1981
  -  Campió del món júnior en Persecució per equips (amb Martin Palis, Iuri Kasakov i Dainis Grantinch)
- 1987
  -  Campió del món de puntuació amateur
- 1988
  -  Medalla de bronze als Jocs Olímpics de Seül en puntuació
- 1991
  - 1r als Sis dies de Moscou (amb Konstantín Khrabtsov)

## Palmarès en ruta
- 1985
  - 1r a Volta al Marroc i vencedor de 5 etapes
- 1988
  - Vencedor d'una etapa de l'Olympia's Tour
- 1989
  - Vencedor d'una etapa de la Volta a Bèlgica amateur